# Gomphandra sawiensis
Gomphandra sawiensis är en järneksväxtart som först beskrevs av Birnie, och fick sitt nu gällande namn av Herman Otto Sleumer. Gomphandra sawiensis ingår i släktet Gomphandra och familjen Stemonuraceae. Inga underarter finns listade i Catalogue of Life.